# Кодивила (Ла Специја)
Кодивила је насеље у Италији у округу Ла Специја, региону Лигурија.
Према процени из 2011. у насељу је живело 8 становника. Насеље се налази на надморској висини од 778 м.